# WWE SmackDown vs. Raw 2011
WWE SmackDown vs. Raw 2011 (também abreviado como WWE SvR 2011) é um jogo eletrônico de wrestling profissional desenvolvido pela Yuke's e publicado pela THQ. Está disponível nas plataformas PlayStation 2, PlayStation 3, PlayStation Portable, Wii e Xbox 360. Este é o décimo segundo jogo da série WWE SmackDown vs. Raw e a sequência de WWE SmackDown vs. Raw 2010. Foi lançado na América do Norte em 26 de outubro de 2010, na Austrália em 28 de outubro de 2010 e em 29 de outubro de 2010 na Europa. O jogo é baseado nas duas divisões da WWE: Raw e SmackDown.

## Jogabilidade
Uma das maiores mudanças no jogo é a incorporação de um novo sistema de física que permite que objetos sejam utilizados de forma mais realista, como no tipo de luta Tables, Ladders & Chairs, que envolve mesas, escadas e cadeiras de aço. As mesas podem ser quebradas de várias maneiras, dependendo do impacto que é recebido sobre elas. Dentro e fora do ringue, as escadas agora podem estar em cima das cordas e quebrarem em fortes golpes. Pela primeira vez na série WWE SmackDown vs. Raw, as cadeiras de aço podem ser arremessadas contra o(s) oponente(s).
O tipo de luta Hell in a Cell foi remodelado, com a expansão das grades, a inserção de armas embaixo do ringue e degraus de aço, além da retirada da tradicional porta da cela. Em adição, novas maneiras de sair de tal lugar foram adicionadas, entre elas a de subir pelas divisórias da "jaula".
Pela primeira vez desde WWE SmackDown! Shut Your Mouth, o jogador pode andar livremente nos bastidores na área da história principal do jogo, embora a capacidade de percorrer o cenário não voltou para as lutas normais. Alguns dos movimentos e controles foram modificados para incorporar novas opções para executar durante e depois que um golpe é realizado. Também foram incrementados novos movimentos para realizar ataques fortes, no qual o jogador progride na luta e o adversário fica desgastado. Há também uma nova mesa de comentaristas onde é possível aplicar golpes como o moonsault.

## Modos
O novo modo de jogo "WWE Universe" substitui a carreira das edições anteriores. Tal modo constroi sozinho várias storylines (histórias) e integra rivalidades e alianças entre os lutadores com base nos resultados de cada luta, neste modo é possível jogar em todos os shows (RAW, SmackDown e ECW) e PPVs da empresa, também inclui rankings e notícias e uma vasta área de edição dos shows e interação com todo o jogo. Também são adicionadas cenas extras, como invasão de inimigos, antes durante e até depois de cada combate. O tradicional "Road to WrestleMania" foi modificado para incluir novas funcionalidades, como passear pelos bastidores, conversas entre os empregados da WWE, e maior interação com os lutadores envolvidos no decorrer da história. Em tal modo o jogador pode escolher em jogar com Rey Mysterio, John Cena, Christian e Chris Jericho. Ademais, podem ser escolhidos Kofi Kingston, John Morrison, Dolph Ziggler, R-Truth ou um lutador criado para acabar com a invencibilidade de 18-0 de The Undertaker.

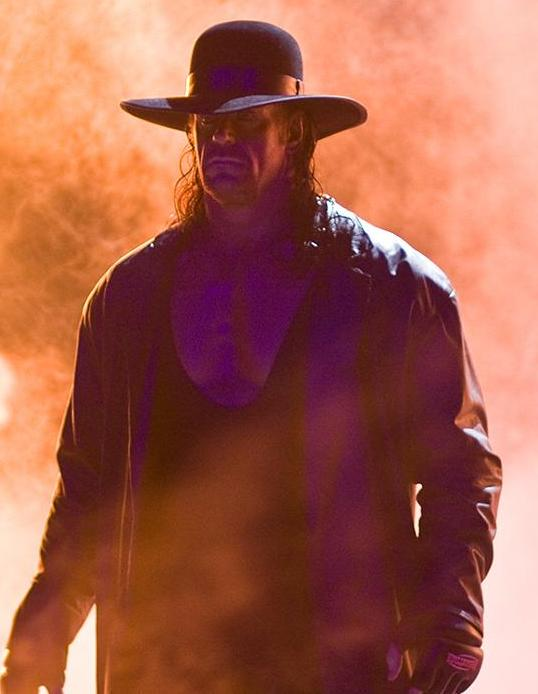
Em um dos modos de "Road to WrestleMania", o jogador tem que acabar com a invencibilidade de The Undertaker (foto) na WrestleMania.

O modo "Create a Superstar" agora inclui movimentos pré-carregados para criar novos lutadores, além de poder criar um movimento de finalização a ser utilizado no canto do ringue, que não podem ser usados apenas na luta Royal Rumble. Atributos como velocidade e trajetória podem ser modificados com incrementos únicos invés de 25%, como era utilizado nas edições anteriores. O modo online regressou - cada nova cópia do jogo contém um passe online que contém uma única permissão para jogar em rede gratuitamente. Jogadores que alugarem ou comprarem o jogo usado terão uma experiência curta para experimentarem o jogo online.

## Desenvolvimento
O WWE SmackDown vs. Raw 2011 foi anunciado pela primeira vez juntamente com o WWE All Stars pela THQ na Electronic Entertainment Expo (E3) em junho de 2010. Uma versão demo foi lançada com Randy Orton, The Undertaker, Chris Jericho e The Miz como personagens jogáveis. Este foi o primeiro jogo da série desde WWE SmackDown vs. Raw 2007 a não ser lançado para Nintendo DS.
Edições especiais do jogo com The Undertaker, Randy Orton e Bret Hart lançadas, cada uma incluindo conteúdos exclusivos dentro do jogo, um artbook e um DVD com a carreira do lutador relacionado. Cada uma dessas edições traziam bônus no jogo para além do tradicional, incluindo Hart como um personagem jogável, Undertaker com sua roupa especial enquanto membro da Ministry of Darkness, três trajes alternativos de Orton e a arena especial do evento Tribute to the Troops.
Três pacotes de conteúdo adicional para download foram confirmados. O primeiro deles, "Online Axxess", estava disponível do dia do lançamento do original e adiciona Chris Masters como personagem jogável, roupas de Halloween de Rey Mysterio e Kelly Kelly e um modo multiplayer online. O segundo patch foi disponibilizado em 21 de dezembro de 2010 na América do Norte e Reino Unido. Ele traz vários novos personagens, como as lendas British Bulldog e Lex Luger, a diva Layla e os membros da Nexus Wade Barrett, David Otunga e Justin Gabriel, bem como roupas alternativas de Shawn Michaels e Shad Gaspard e a arena NXT. O terceiro e último pacote também inclui vestimentos opcionais, desta vez para John Cena, The Undertaker, Sheamus e CM Punk, bem como a arena WCW Nitro. A THQ oferece aos jogadores o "Fan Axxess", que inclui os dois pacotes anteriores.
Em 25 de janeiro de 2011, Bret Hart foi disponibilizado como um personagem para download para as versões PlayStation 3 e Xbox 360. Nesta data, a THQ retirou Hart do pacote "Fan Axxess".
WWE SmackDown vs. Raw 2011 teria o lutador Carlito mas após sua saída da WWE em 21 de maio depois de ser reprovado em um teste de drogas foi excluído da versão final do jogo. Mesmo sendo excluído do jogo Carlito tem o nome citado na Road to Wrestlemania de Chris Jericho.

## Recepção
Greg Miller, crítico da IGN, concedeu uma nota de 8 em uma escala de 10 para as versões PS3 e Xbox 360. Ele elogiou o modo "Universe" e as animações dos lutadores, mas criticou as limitações de "Road to WrestleMania" e comentários imprecisos e inadequados. Em adição, ele afirmou que o sistema de luta poderia se tornar "frustrante algumas vezes". Chris Watters, da GameSpot, classificou a versão para Xbox 360 como 7/10, destacando como excelentes as opções de personalização, porém detectou muitas falhas com detecções de colisões e lags durante partidas online. Ele também afirmou que a série estava começando a "mostrar sua idade".
No entanto, William Haley, da GameZone, não avaliou muito positivamente este jogo. Haley criticou-o por não avançar muito além de seus antecessores, alegando que ele era direcionado ao "mínimo denominador comum". Ele avaliou o modo "WWE Universe", o modo multiplayer online e as ferramentas de crianção como "convincentes", porém escreveu que "a forma utilizada para criá-los é tão decrépita que invalida completamente o valor que este jogo tem para oferecer".

## Roster
O roster foi parcialmente revelado um mês antes do lançamento do jogo, onde trazia 25 lutadores da SmackDown, 36 da Raw (incluindo as divas) e 8 lendas. No final, obteve-se um recorde de 73 personagens, dos quais apenas 63 são jogáveis, sendo que alguns podem atuar apenas como managers, acomapanhando determinado lutador até o ringue e por algumas vezes atrapalhando o adversário.
Alguns dos lutadores que estavam presentes em setembro, quando o jogo estava sendo produzido, acabaram deixando a federação até novembro, sendo eles: Batista, Chris Jericho, Matt Hardy, Mickie James, Mike Knox, Shawn Michaels, Shelton Benjamin.De todos os personagens de WWE SmackDown vs. Raw 2011, dezoito deles não estavam presentes na edição anterior.
| Raw              | SmackDown        | Divas           | Lendas                   | Free Agents | Managers    |
| ---------------- | ---------------- | --------------- | ------------------------ | ----------- | ----------- |
| Batista          | Big Show         | Alicia Fox      | Jake "The Snake" Roberts | Druid       | Hornswoggle |
| Chris Jericho    | Chavo Guerrero   | Beth Phoenix    | Jimmy "Superfly" Snuka   | Mr. McMahon | Paul Bearer |
| David Hart Smith | Christian        | Brie Bella      | Ricky Steamboat          |             |             |
| Edge             | Chris Masters    | Eve             | The Rock                 |             |             |
| Evan Bourne      | CM Punk          | Gail Kim        | Stone Cold Steve Austin  |             |             |
| Ezekiel Jackson  | Cody Rhodes      | Kelly Kelly     | Terry Funk               |             |             |
| Goldust          | Dolph Ziggler    | Maryse          |                          |             |             |
| John Cena        | Drew McIntyre    | Melina          |                          |             |             |
| John Morrison    | Finlay           | Michelle McCool |                          |             |             |
| Mark Henry       | Jack Swagger     | Mickie James    |                          |             |             |
| Primo            | JTG              | Natalya         |                          |             |             |
| R-Truth          | Kane             | Nikki Bella     |                          |             |             |
| Randy Orton      | Kofi Kingston    |                 |                          |             |             |
| Santino Marella  | Luke Gallows     |                 |                          |             |             |
| Sheamus          | Matt Hardy       |                 |                          |             |             |
| Shawn Michaels   | Mike Knox        |                 |                          |             |             |
| Ted DiBiase      | MVP              |                 |                          |             |             |
| The Miz          | Rey Mysterio     |                 |                          |             |             |
| Triple H         | Shad Gaspard     |                 |                          |             |             |
| Tyson Kidd       | Shelton Benjamin |                 |                          |             |             |
| Vladimir Kozlov  | The Undertaker   |                 |                          |             |             |
| William Regal    | Vance Archer     |                 |                          |             |             |
| Yoshi Tatsu      | Rob Van Dam      |                 |                          |             |             |
| Zack Ryder       |                  |                 |                          |             |             |

- * - disponível somente em pacotes de download

## Tag Teams e Stables
MVP & Mark Henry
The Hart Dynasty: David Hart Smith, Tyson Kidd & Natalya
Chris Jericho & The Miz
Brothers of Destruction: The Undertaker & Kane
Edge & Christian
The Bella Twins: Brie Bella & Nikki Bella;
Cody Rhodes & Ted DiBiase;
Straight Edge Society : CM Punk & Luke Gallows
D-Generation X: Triple H & Shawn Michaels

## Arenas
SmackDown
Raw
ECW
WWE Superstars
Backlash 2009
Judgment Day 2009
Extreme Rules 2009
The Bash 2009
Night Of Champions 2009
SummerSlam 2009
Breaking Point 2009
Hell In A Cell 2009
Bragging Rights 2009
Survivor Series 2009
TLC 2009
Tribute To The Troops
Royal Rumble 2010
Elimination Chamber 2010
WrestleMania XXVI
Druid Arena
WWE NXT
WCW Nitro

## Títulos
WWE Championship - John Cena
WWE United States Championship - The Miz
World Heavyweight Championship - Rey Mysterio
Intercontinental Championship - Dolph Ziggler
Unified WWE Tag Team Championship - The Hart Dynasty
WWE Divas Championship - Alicia Fox
WWE Women's Championship - Michelle McCool
ECW Championship
Cruiserweight Championship
Hardcore Championship
World Tag Team Championship
WWE Tag Team Championship
WCW Championship
Million Dollar Championship - Ted Dibiase

## Menu Soundtrack
Break The Walls Down - Theme de Chris Jericho
This Fire Burns - Theme de CM Punk
No more Cryme Tyme, It's My Tyme - Theme de Shad Gaspard
Smoking Mirrors - Theme de "Dashing" Cody Rhodes
I Came to Play - Theme de The Miz
It's a New Day - Theme de Ted Dibiase
Born To Win - Theme de Evan Bourne
Get On Your Knees - Theme de Jack Swagger
Broken Dreams - Theme de Drew McIntyre
Black Fury - Theme de Vance Archer
Massacre - Theme de Luke Gallows